# Duško Gojković
Duško Gojković (en serbe : Душко Гојковић), né le 14 octobre 1931 à Jajce (actuelle Bosnie-Herzégovine, alors royaume de Yougoslavie) et mort le 5 avril 2023 à Munich (Bavière), est un trompettiste et bugliste de jazz yougoslave puis serbe.

## Carrière
Duško Gojković étudie la trompette et la philosophie à l'Académie des arts de Belgrade de 1948 à 1953.
D'abord musicien dans des orchestres de dixieland, il rejoint en 1951 le big band de Radio Belgrade puis s'installe en Allemagne de l'Ouest au milieu des années 1950. Pendant quatre ans, il est première trompette dans l'orchestre de Kurt Edelhagen et joue aux côtés de musiciens américains tels que Chet Baker, Stan Getz et Oscar Pettiford.
En 1958, il joue au Newport Jazz Festival au sein d'un orchestre européen et se fait remarquer outre-Atlantique. Il rentre en Europe et collabore avec Albert Mangelsdorff et, de nouveau, Kurt Edelhagen. En 1961, il accepte une bourse pour aller étudier la composition et l'arrangement au Berklee College of Music.
Après ses études, il est invité par Maynard Ferguson à rejoindre son big band où il officie comme deuxième trompette jusqu'en 1964. S'étant alors forgé une excellente réputation de musicien de big band et de soliste, il rentre en Europe où il forme un sextet et enregistre en 1966 son premier album, Swinging Macedonia, considéré comme la pierre angulaire du jazz des Balkans.
Dans les années suivantes, il joue aux côtés de Miles Davis, Dizzy Gillespie, Gerry Mulligan, Sonny Rollins, Duke Jordan, Slide Hampton, etc. Il joue également dans le Clarke-Boland Big Band puis, de 1968 à 1976, dans son propre big band à Munich.
En 1986, il forme un nouvel orchestre avec lequel il se produit tout au long des trois décennies suivantes et enregistre plus d'une dizaine d'albums.

## Discographie

### En tant que leader
- 1966 : Swinging Macedonia (avec Mal Waldron) (Philips)
- 1966 : Belgrade Blues (avec Sal Nistico et Carl Fontana) (PGP RTB)
- 1966 : Take Me in Your Arms
- 1970 : As Simple As It Is
- 1971 : It's About Blues Time
- 1971 : Ten To Two Blues (avec Tete Montoliu) (Ensayo)
- 1971 : After Hours
- 1974 : Slavic Mood (RCA)
- 1975 : East of Montenegro
- 1977 : Wunderhorn
- 1979 : Trumpets & Rhythm Unit
- 1983 : Blues in the Gutter
- 1983 : A Day in Holland
- 1983 : Easy Listening Music (PGP RTB)
- 1983 : Snap Shot
- 1987 : Celebration (DIW, avec Kenny Drew, Jimmy Woode)
- 1992 : Balkan Blue
- 1994 : Soul Connection (Enja)
- 1995 : Bebop City
- 1996 : Balkan Connection
- 2001 : Portrait (avec Kenny Barron, Tommy Flanagan, Eddie Gómez, Jimmy Heath, Oscar Pettiford)
- 2001 : In My Dreams
- 2003 : Samba Do Mar (Enja)
- 2005 : A Handful o' Soul
- 2006 : Samba Tzigane (Enja)
- 2010 : Summit Octet: 5ive Horns & Rhythm
- 2011 : Tight But Loose (avec Scott Hamilton)
- 2013 : The Brandenburg Concert (avec Peter King et l'orchestre symphonique du Brandebourg)
- 2014 : Latin Haze